# ارمنستان کوچک

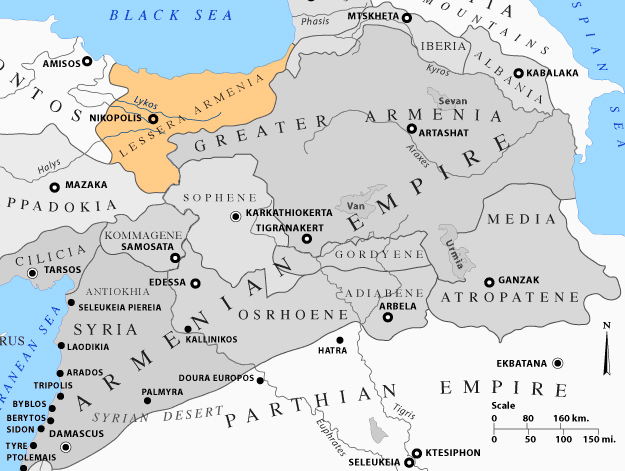
ارمنستان کوچک، ارمنستان بزرگ و ارمنستان در دوران تیگران بزرگ

ارمنستان کوچک یا «هایک کوچک» (به زبان ارمنی Փոքր Հայք - به زبان لاتین Lesser Armenia)، دارای ۱۰۰٬۰۰۰ هزار کیلومتر مربع بود.
ارمنستان کوچک در ناحیه غربی ارمنستان بزرگ، در محدوده شمال کاپادوکیه قرار داشت که در شمال شرق آناتولی در محدوده (استان سیواس و استان گوموش‌خانه) امروزی می‌باشد.

## تاریخ
تا قبل از سده ۴ پیش از میلاد این منطقه تحت تسلط پادشاهان ارمنی دودمان اروندی بود تا اینکه در سده ۶ پیش از میلاد این منطقه یکی از ساتراپ نشینان هخامنشیان شد. در دهه ۳۳۰ پیش از میلاد توسط اسکندر تصرف شد و مهرداد ششم پادشاه پنتوس که اصل و نسب ایرانی-یونانی داشت آن منطقه جزئی از پنتوس نمود. قلمرو ارمنستان از سال ۶۶ پیش از میلاد تا سده ۲ میلادی شاهد جنگ‌های متعدد بین (جنگ‌های ایران و روم و جنگ ایران و روم) بود تا اینکه پسر بلاش یکم شاه اشکانی با عنوان تیرداد یکم پادشاه ارمنستان گردید و پادشاه سلسله اشکانی ارمنستان را بنیان نهاد.
ارمنستان از سال ۱۱۴ میلادی تا ۱۱۸ میلادی تحت تسلط امپراتور روم پادشاه تراژان قرار داشت بعد از آن دوباره ارمنستان شاهد جنگ‌های بین ساسانی و روم بود مانند نبرد باربالیسوس تا اینکه تیرداد سوم ارمنستان توانست ارمنستان را به استقلال برساند ولی در سال ۳۳۷ میلادی توسط شاپور دوم؛ ارمنستان متصرف شد.
منطقه ارمنستان کوچک بعد از سقوط دودمان باگراتونی شاهد جنگ‌های متعدد و نفوذ اقوام مهاجر دیگری هم بود مانند: نبرد ملازگرد و حمله اعراب، مغولها و سلجوقیان. با نفوذ عثمانی‌ها در قلمرو ارمنستان، آن منطقه شاهد وقایع مختلفی بود؛ یکی از وقایع نسل‌کشی ارمنی‌ها می‌باشد.